# Accords de Matignon (1936)
Pour les articles homonymes, voir Accords de Matignon.
Les accords de Matignon sont des accords signés dans la nuit du 7 au 8 juin 1936 à l'hôtel de Matignon, sous la présidence du Conseil de Léon Blum (Front populaire), entre la Confédération générale de la production française (CGPF), la Confédération générale du travail (CGT) et l'État.
Les accords de Matignon portent essentiellement sur les relations collectives dans le monde du travail : instauration du délégué du personnel et confirmation des libertés syndicales. L'article 4 porte les revendications sur l’augmentation des salaires, notamment les plus faibles.

## Contexte

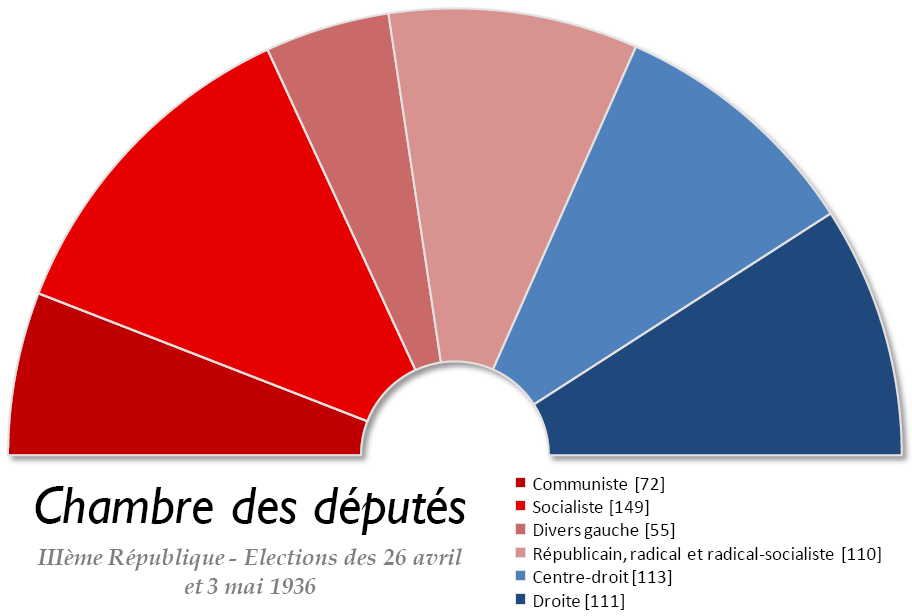
Composition de la Chambre des députés en mai 1936.

Le 3 mai 1936, la gauche remporte au second tour les élections législatives. Elle est formée en coalition, le Front populaire, constitué de la SFIO, du Parti communiste, du Parti républicain, radical et radical-socialiste et de députés indépendants. Un mouvement de grève générale s'organise et devient très largement dépassé par les centrales syndicales, même par la CGT réunifiée en 1935. L'occupation des usines est généralisée,.
Le 11 et le 13 mai 1936 des grèves s'organisent respectivement au Havre et à Toulouse (l'usine d'aviation Latécoère) pour protester contre le licenciement d'ouvriers grévistes du 1er mai. Les revendications sont obtenues après une nuit d'occupation d'usine. La semaine suivante des actions similaires sont réalisées à Courbevoie et Villacoublay. Ces mouvements ne font alors pas l'objet d'une couverture médiatique dans la presse ouvrière.
Le 24 mai 1936 L'Humanité (diffusée lors du défilé du mur des fédérés qui rassemble ce jour-là 600 000 manifestants) évoque en cinquième page « une belle série de victoires dans les usines d’aviation ». La semaine qui suit, une première vague de grèves touche les usines d'aviation et d'automobiles dans la région parisienne.
Le 4 juin 1936, le gouvernement Blum I est formé, et ne comporte pas de ministres communistes mais disposant de leur confiance à l'Assemblée.
Le 5 juin 1936 à 12 h 30, Léon Blum présente à la radio le programme du Front populaire :
« 
Parmi les projets dont il annoncera le dépôt immédiat et qu'il demandera aux deux Chambres de voter avant leur séparation figurent :
- la semaine des 40 heures ;
- les contrats collectifs ;
- les congés payés.

C'est-à-dire les principales réformes réclamées par le monde ouvrier.
Il est donc résolu à agir avec décision et rapidité… pour les travailleurs de la terre comme pour les travailleurs des usines.
[…] Le gouvernement demande donc aux travailleurs de s'en remettre à la loi pour celles de leurs revendications qui doivent être réglées par la loi, de poursuivre les autres dans le calme, la dignité et la discipline. Il demande au patronat d'examiner ces revendications dans un large esprit d'équité.
 »
Le soir, après une réunion avec Léon Blum (et certainement sur sa proposition) le secrétaire général de la CGT Léon Jouhaux rappelle à la une de l'organe de son syndicat Le Peuple les revendications : « le rajustement des salaires, la semaine des 40 heures, mesure qui doit être votée par le Parlement et immédiatement, la suppression des heures supplémentaires, l'octroi de congés payés, la garantie de conditions d'hygiène, la reconnaissance concrète du droit syndical dans le cadre de conventions collectives du travail […] ».

## Négociations
Le 7 juin 1936, après plusieurs réunions préparatoires, se réunissent à l'hôtel de Matignon, :
- le président du Conseil Léon Blum ;
- le ministre de l'Intérieur Roger Salengro ;
- le ministre du Travail Jean-Baptiste Lebas ;
- le sous-secrétaire d’État à la Présidence du Conseil Marx Dormoy ;
- le sous-secrétaire d’État à la Présidence du Conseil Jules Moch ;
- quatre délégués patronaux de la CGPF : Pierre-Ernest Dalbouze, René-Paul Duchemin, Alexandre Lambert-Ribot, Pierre Richemond ;
- six délégués syndicaux de la CGT : René Belin, Henri Cordier, Benoît Frachon, Léon Jouhaux, Pierre Milan, Raymond Semat.

La CFTC n'est pas représentée.
Les accords sont signés à minuit quarante le 8 juin 1936, bien que le texte indique la date de la veille, ce qui constitue un antidatage.

## Contenu des accords

### Article premier et Article 2
« 
Article premier
La délégation patronale admet l’établissement immédiat de contrats collectifs de travail.
Article 2
Ces contrats devront comprendre notamment les articles 3 à 5 ci-après.
 »
Ces « contrats collectifs de travail » sont ce qui sera plus tard désigné comme des conventions collectives. Elles seront définies dans la loi du 24 juin 1936. Les contrats collectifs de travail ne reviennent pas complètement sur la loi du 25 mars 1919 en ce qu'elles n'ont qu'une valeur contractuelle mais pas législative. Elles posent cependant un régime dérogatoire à la norme légale, à la condition qu'elles se traduisent par l'établissement de dispositions plus favorables aux salariés ; condition appelée « principe de faveur »).

### Article 3
« 
L’observation des lois s’imposant à tous les citoyens, les employeurs reconnaissent la liberté d'opinion, ainsi que le droit pour les travailleurs d’adhérer librement et d’appartenir à un syndicat professionnel constitué en vertu du livre III du Code du travail.
Les employeurs s’engagent à ne pas prendre en considération le fait d’appartenir ou de ne pas appartenir à un syndicat pour arrêter leurs décisions en ce qui concerne l’embauchage, la conduite ou la répartition du travail, les mesures de discipline ou de congédiement.
Si une des parties contractantes conteste le motif du congédiement d’un travailleur comme ayant été effectué en violation du droit syndical ci-dessus rappelé, les deux parties s’emploieront à reconnaître les faits et à apporter au cas litigieux une solution équitable. Cette intervention ne fait pas obstacle aux droits pour les parties d’obtenir juridiquement réparation du préjudice causé.
L’exercice du droit syndical ne doit pas avoir pour conséquence des actes contraires aux lois.
 »

### Article 4
« 
Les salaires réels pratiqués pour tous les ouvriers à la date du 25 mai 1936 seront, du jour de la reprise du travail, rajustés suivant une échelle décroissante commençant à 15 % pour les salaires les moins élevés pour arriver à 7 % pour les salaires les plus élevés, le total des salaires de chaque établissement ne devant, en aucun cas, être augmentés de plus de 12 %. Les augmentations de salaires consenties depuis la date précitée seront imputées sur les rajustements ci-dessus définis. Toutefois, ces augmentations resteront acquises pour leur partie excédant lesdits rajustements.
Les négociations pour la fixation par contrat collectif de salaire minimal par régions et par catégories, qui vont s’engager immédiatement, devront comporter en particulier le rajustement nécessaire des salaires normalement bas.
 »

### Article 5
« 
En dehors des cas particuliers déjà réglés par la loi, dans chaque établissement comprenant plus de dix ouvriers, après accord entre organisations syndicales, ou, à défaut, entre les intéressés, il sera institué deux (titulaires) ou plusieurs délégués ouvriers (titulaires ou suppléants) suivant l’importance de l’établissement. Ces délégués ont qualités pour présenter à la direction les réclamations individuelles qui n’auraient pas été directement satisfaites, visant l’application des lois, décrets, règlements du Code du travail, des tarifs de salaires, et des mesures d’hygiène et de sécurité.
Seront électeurs tous les ouvriers et ouvrières âgés de 18 ans, à condition d’avoir au moins trois mois de présence à l’établissement au moment de l’élection, et de ne pas avoir été privés de leurs droits civils. Seront éligibles les électeurs définis ci-dessus, de nationalité française, âgés d’au moins 25 ans, travaillant dans l’établissement, sans interruption depuis un an, sous réserve que cette durée de présence devra être abaissée si elle réduit à moins de cinq le nombre des éligibles. Les ouvriers tenant commerce de détail, de quelque nature que ce soit, soit par eux-mêmes, soit par leur conjoint, ne sont pas éligibles.
 »

### Article 6 et 7
« 
La délégation patronale s’engage à ce qu’il ne soit pris aucune sanction pour faits de grève.
 »
« 
La délégation confédérale ouvrière demande aux travailleurs en grève de décider la reprise du travail dès que les directions des établissements auront accepté l’accord général intervenu et dès que les pourparlers relatifs à son application auront été engagés entre les directions et le personnel des
établissements.
 »

## Application des accords

### Lois
Les ouvriers obtiennent par les lois du 20 et 21 juin la création de conventions collectives, le passage de la durée du travail à la semaine de 40 heures et 15 jours de congés payés (13 jours de vacances + 2 du week-end) et obtention de la liberté d'opinion. La semaine de 40 heures et les congés payés font  partie des accords de Matignon, ils n'étaient pas prévus dans le programme de la section du Front populaire.

### Catégories non concernées
Contrairement à ce que laissait penser la déclaration de Blum le 6 juin, la loi des quarante heures ne concerne pas la paysannerie. L'Union nationale des syndicats agricoles « déplore qu'une fois de plus les décisions les plus graves concernant l'avenir du pays soient prises sans l'accord préalable des classes rurales… ».
Le 14 décembre 1936 le tribunal civil de Rouen rend l'arrêt suivant : « ces contrats collectifs ne sont opposables qu'aux employeurs qui […] ont été représentés [à Matignon] lors de leur signature ou qui y ont adhéré par la suite. C'est à l'employé qui veut s'en prévaloir à rapporter la preuve de cette représentation ou de cette adhésion. ». L'année suivante la Jurisprudence générale de Dalloz indique que « Le droit à la liberté syndicale existe en dehors des accords Matignon et de la loi du 24 juin 1936, et peut être réclamé même par celui qui ne pourrait se prévaloir ni de ces accords, ni de ladite loi. ».

## Réception

### Soutien des accords
Le 8 juin 1936 à vingt heures le secrétaire général de la CGT Léon Jouhaux déclare à la radio :
« 
La victoire obtenue dans la nuit de dimanche à lundi consacre le début d’une ère nouvelle […] Pour la première fois dans l’histoire du monde, toute une classe obtient dans le même temps une amélioration de ses conditions d’existence […] Nous devons, nous travailleurs, faire honneur à notre signature et appliquer loyalement et pleinement les clauses de l’accord général conclu, pour trouver dans cette application les forces nouvelles et la conscience élargie nécessaire aux conquêtes nouvelles de demain.
 »

## Critiques
Les accords de Matignon ont permis d'accomplir de grandes avancées sociales et symbolisent pour partie le Front populaire mais ont parfois été critiqués pour avoir imprimé une certaine marque aux rapports sociaux. Ces accords signent en effet une étatisation des rapports sociaux et instaurent les conventions collectives par branche comme norme de négociations salariales.
L'historien français Jean-Charles Asselain note que l'opposition au Front populaire se considère comme porte-parole des petites et moyennes entreprises, 70 % des ouvriers français travaillant dans des entreprises de moins de 100 personnes. Ces dernières sont les plus touchées par le renchérissement de la main d’œuvre.
Pour Jean-Charles Asselain trois raisons sont avancées pour ne pas avoir étendu les 40 heures à l'agriculture :
- le risque d'un renchérissement des produits industriels pour les paysans ;
- le risque d'une accélération de l'exode rural ;
- et le risque d'une immigration massive de main-d’œuvre étrangère dans les campagnes françaises.

Les deux arguments sont, selon Asselain, « très révélateurs d'une sorte de phobie du changement de la part de tous ceux pour qui la stabilité du vieux monde rural est le dernier rempart contre les désordres du moment. ».

## Application
Jusqu'en janvier 1940, près de 6 000 conventions collectives seront conclues.